# Johann Mattheson
Johann Mattheson est un compositeur, théoricien, mécène et érudit allemand, né le 28 septembre 1681 à Hambourg où il est mort le 17 avril 1764.

## Biographie
Il débute comme enfant prodige et reçoit une éducation générale complète, qui lui permet de parler l'anglais, l'italien, le français et le latin, ainsi qu'une instruction musicale précoce : chant, violon, composition, orgue et clavecin. Peu à peu il apprit aussi la viole de gambe, la flûte à bec, le hautbois et le luth. L'un de ses professeurs est l'organiste Johann Nikolaus Hanff.
À l'âge de neuf ans, il chante en s'accompagnant à la harpe, joue de l'orgue à l'église et fait partie des chœurs de l'opéra Am Gänsemarkt (Opéra du marché aux oies) de Hambourg ; quelques années plus tard, il y chante en soliste, dirige les répétitions et compose des opéras. Le premier est un singspiel, Die Plejades, oder das Siebengestirne (« Les Pléiades, ou les sept étoiles »), représenté en 1699 ; il en dirige la représentation et y chante l'un des rôles principaux.
En 1703, il fait la connaissance de Haendel, nouant ainsi une amitié qui durera toute leur vie. Les deux amis échangent conseils et expériences ; même si leurs relations sont parfois orageuses, jusqu'à se battre en duel pour une question musicale, ils ne tardent pas à se réconcilier. Mattheson tient les rôles principaux dans des opéras de Haendel, lequel tient le clavecin et dirige les œuvres de son ami ; plus tard, il se servira de passages tirés d'opéras de Mattheson dans certaines de ses œuvres.
Ensemble, ils font le voyage à Lübeck pour entendre et rencontrer le célèbre organiste Dietrich Buxtehude, espérant peut-être obtenir sa succession. Ils finissent par regagner Hambourg, où Mattheson devient en 1704 précepteur du fils de l'ambassadeur de Grande-Bretagne, qui fait de lui son collaborateur direct en 1706. Cette position lui apporte un statut social privilégié et des revenus pour de nombreuses années. Il épouse une Anglaise, et c'est probablement par son entremise que Haendel nouera des contacts décisifs en Grande-Bretagne.
En 1715, il devient directeur de la musique de la cathédrale de Hambourg, poste qu'il occupe jusqu'en 1728 où il est atteint de surdité. Dès lors, il se consacre à des ouvrages d'érudition sur la musique et publie un grand nombre d'œuvres importantes pour la connaissance de cette époque, dont notamment le premier périodique de critique musicale en Allemagne (Critica musica) de 1722 à 1725, Der vollkommene Capellmeister (Le Maître de chapelle accompli), puis en 1739, Grundlage einer Ehren-Pforte (« Éléments pour un arc de triomphe »), répertoire biographique de 149 musiciens, dont il a souvent recueilli les données auprès des intéressés eux-mêmes (1740) (Bach n'en fait pas partie, il n'avait pas répondu au questionnaire que lui avait adressé Mattheson - on sait pourtant que celui-ci l'avait en haute estime). Il fut aussi traducteur de littérature, surtout anglaise.
Mattheson fut un musicien savant et fécond, composant de nombreux opéras et œuvres sacrées, ainsi que des pièces orchestrales et instrumentales (orgue, clavecin : 12 suites). Ses écrits abondants alimentent aujourd'hui le débat parce que Mattheson fut d'une part un grand polémiste et parce que d'autre part ses théories sur la musique sont parfois pleines de pédanterie et d'effets d'érudition trompeurs,.
Un grand nombre de ces écrits, que l'on croyait perdus lors de la Seconde Guerre mondiale, furent retrouvés en Arménie en 1998.

## Œuvres
Mattheson composa 6 opéras, 33 oratorios, des œuvres orchestrales et de musique de chambre. La majeure partie de ses œuvres sont conservées à la Staatsbibliothek de Hambourg. Elles en avaient disparu lors de la 2e Guerre Mondiale ; elles furent retrouvées en 1998 à Erevan en Arménie, et furent restituées à leur lieu de conservation d'origine.

### Opéras
- Die Plejades, oder das Siebengestirne (livret de Friedrich Christian Bressand), Singspiel, Hambourg puis Brunswick 1699 ; musique en grande partie perdue.
- Der edelmühtige Porsenna (Bressand), Singspiel, Hambourg 1702.
- Der Tod des großen Pans, „Trauerspiel“ (Ludwig Hinsch), Hambourg 1702
- Victor, Hertzog der Normannen, (Hinsch), pasticcio Hambourg 1702, en collaboration avec Johann Christian Schieferdecker (1re acte) et Georg Bronner (3e acte); musique perdue.
- Die unglückselige Cleopatra, Königin von Egypten oder Die betrogene Staats-Liebe (Friedrich Christian Feustking), dramma per musica, Hambourg 1704
- Le Retour du siècle d’or, das ist Die Wiederkehr der güldnen Zeit ('Comtesse Löwenhaupt', pseudonyme de peut-être Amalie Wilhelmine von Königsmarck ?), "opérette française", Holstein 1705 ; texte et musique perdus.
- Boris Goudenow, oder Der durch Verschlagenheit erlangte Thron (livret de Mattheson lui-même), dramma per musica, Hamburg 1710 ; non représenté jusqu'en 2005, à Hambourg, puis Boston, puis Saint-Petersbourg.
- Die geheimen Begebenheiten Henrico IV, Königs von Castilien und Leon oder Die getheilte Liebe (Johann Joachim Hoë), Hambourg 1711.

### Oratorios
- Die heilsame Geburt und Menschwerdung unsers Herrn und Heilandes Jesu Christi Hambourg 1715.
- Cum Christo. Der verlangte und erlangte Heiland. Oratorium auff Weinachten Hambourg 1716.
- Der für die Sünde der Welt gemarterte und sterbende Jesus (Barthold Heinrich Brockes) Hambourg 1718
- Der aller-erfreulichste Triumph oder Der überwindende Immanuel Hambourg 1718.
- Die glücklich-streitende Kirche Hambourg 1718.
- Die Frucht des Geistes (Neumeister) Hambourg 1719.
- Christi Wunder-Wercke bey den Schwachgläubigen (Hoefft) Hambourg 1719.
- Die göttliche Vorsorge über alle Creaturen (König) Hambourg 1718 ou 1721.
- Die durch Christi Auferstehung bestätigte Auferstehung aller Todten (König) Hambourg 1720.
- Das Größte Kind in einem Oratorio auff weynacht Hambourg 1720
- Der Blutrünstige Kelter-Treter und von der Erden erhöhete Menschen-Sohn Hambourg 1721.
- Das irrende und wieder zurecht gebrachte Sünden-Schaaf Hambourg 1721.
- Der unter den Todten gesuchte und unter den Lebendigen gefundene Sieges-Fürst Hambourg 1722.
- Das Große in dem Kleinen oder Gott in dem Herzen eines gläubigen Christen Hambourg 1722.
- Das Lied des Lammes (Christian Heinrich Postel) Hambourg 1723
- Der liebreiche und geduldige David Hambourg 1724
- Der aus dem Löwen-Graben befreyte himmlische Daniel (Schubart) Hambourg 1724.
- Das gottseelige Geheimniß (Neumeister) Hambourg 1725.
- Der undanckbare Jerobeam (Mattheson) Hambourg 1726.
- Der gegen seine Brüder barmherzige Joseph (Schubart) Hambourg 1727.
- Das durch die Fleischwerdung des ewigen Wortes erfüllte Wort der Verheißung (Wend) Hambourg 1727.
- Das fröhliche Sterbelied (Mattheson) Hambourg 1760/61

### Musique de chambre
- XII Sonates à 2-3 flutes sans basse, Amsterdam, 1708
- Der brauchbare Virtuoso. Zwölf Sonaten für Violine oder Traversflöte & Basso continuo. 1717, impression à Hambourg, 1720.

### Pièces de clavecin
- Sonate pour le Clavecin «dédiée à qui la jouera le mieux» en sol majeur. (1713)
- 12 Suiten für Cembalo; publiées comme Pièces de Clavecin en Deux Volumes à Hambourg en 1714, et comme Harmonisches Denckmahl à Londres en 1714.
- Les Doits Parlans en Douze Fugues doubles à deux et trois Sujets pour le Clavessin, Nuremberg, 2e éd. (1749)

### Écrits (sélection)
- Das neu-eröffnete Orchestre. Hambourg 1713, koelnklavier.de
- Das beschützte Orchestre. Hambourg 1717, Imslp.org
- Exemplarische Organisten-Probe. Hambourg 1719.
- Der brauchbare Virtuoso. Hambourg 1720.
- Das forschende Orchestre. Hambourg 1721, Imslp.org
- Critica musica. Hambourg 1722–1725
- Der Musicalische Patriot. Hambourg 1728.
- Grosse General-Baß-Schule Oder: Der exemplarischen Organistenprobe. Hambourg 1731, IMSLP
- Kleine Generalbaß-Schule. Hambourg 1734.
- Kern melodischer Wissenschafft. Hambourg 1737.
- Der vollkommene Capellmeister. (PDF) Hambourg 1739
- Grundlage einer Ehren-Pforte. 1740, archive.org
- Die neueste Untersuchung der Singspiele. Hambourg 1744.
- Behauptung der himmlischen Musik. Hambourg 1747.
- Georg Friderich Händels Lebensbeschreibung. Hambourg 1761 (traduction allemande des Mémoires de Mainwaring)
- John Mainwaring: Leben und Musik des Georg Friedrich Händel. Avant-propos et traduction de Johann Mattheson. http://www.heupferd-musik.de/mainwaring_haendel.html

## Partitions et séquences mis en ligne
- « Johann Mattheson » (partitions libres de droits), sur l'IMSLP

## YouTube
- Mein Leben ist hin, aria extr. de l'opéra Cleopatra (acte III), Isabel Bayrakdarian, soprano, Tafelmusik Baroque Orchestra, dir, Jeanne Lamon.
- Grosse Generalbaß-Schule, présentation par Jean-Christophe Dijoux au clavecin.
- Suite no 10 en mi mineur, Alessandro Simonetto, clavecin.

## Discographie
- Johann Mattheson, 12 suites pour clavecin (1714), par Colin Booth. Soundboard Records SBCD208 (2 CD) MusicWeb
- Don Quichotte in Hamburg, musique de Telemann, Johann Mattheson et Francesco Bartolomeo Conti, par l'ensemble Elbipolis Barockorchester Hamburg (CD Raumklang, 2005)